# Tommaso Caracciolo
Tommaso Caracciolo (Nápoles, 10 de marzo de 1572 - Ibidem, 5 de diciembre de 1631), duque de Roccarainola, fue un noble, militar y diplomático italiano de la Monarquía Hispánica.

## Biografía
Perteneciente a una familia aristocrática del virreinato de Nápoles, comenzó su carrera militar para los españoles como infante en el tercio de Vicenzo Carafa. Nombrado capitán por el virrey Fernando Ruiz de Castro en 1600, gracias en parte a la influencia de su pariente Camillo Caracciolo, fue desplazado poco después al frente de la guerra de Flandes, donde se puso a las órdenes del archiduque Alberto de Austria y tomó parte en el difícil sitio de Ostende y otras tantas misiones. Luego se le envió a los presidios de Toscana, donde derrotó al sedicioso príncipe de Piombino Carlo Appiano en inferioridad numérica.
A finales de 1614 marchó al frente de un tercio a la guerra de sucesión de Montferrato contra el duque Carlos Manuel I de Saboya. En su transcurso, tomó Borgomaro, Mombaldone, Denice y Roccaverano, así como Vercelli después de asistir el marqués de Mortara, aunque debió de interrumpir sus operaciones en el Piamonte al ser llamado a Val di Noto por el virrey de Nápoles, Pedro Téllez-Girón y Velasco, para repeler una posible invasión turca de Sicilia.
A principios de 1619, participó en el sofocamiento de la revuelta bohemia, uniéndose al tercio de Carlo Spinelli para auxiliar a la autoridad central del Sacro Imperio, y con ellos participó en la batalla de la Montaña Blanca, donde jugó un gran papel, resistiendo los ataques de la caballería húngara y cosaca. Su carrera ascendió poderosamente, siendo nombrado general por el emperador Fernando II y formando un gran equipo con Albrecht von Wallenstein. Su ejército relevó al de Gonzalo Fernández de Córdoba y Cardona en la campaña de Johann Tserclaes, derrotando a los protestantes en Höchst al mando de arcabuceros valones.
1625 vio a Caracciolo enviado a un nuevo destino, esta vez al socorro de Génova contra franceses y saboyanos, de nuevo liderados por Carlos Manuel. En abril, sin embargo, sufrió una derrota a manos del hábil Carlos Manuel I en Voltaggio, permaneciendo prisionero durante el verano hasta que el rey Felipe IV pagó su rescate. A pesar de ello, Felipe le nombró conde de Roccarainola por sus servicios, elevado más tarde a duque. Murió de causas naturales mientras se disponía a tomar el gobierno de Génova por orden real.